# 埃斯特雷拉 (科羅拉多州)
埃斯特雷拉（英語：Estrella）是位於美國科羅拉多州阿拉莫薩縣的一個非建制地區。該地的面積和人口皆未知。

## 地理
埃斯特雷拉的座標為37°21′28″N 105°55′28″W / 37.35778°N 105.92444°W，而該地的平均海拔高度為2307米（即7569英尺）。